# Teatro Apolo (Madrid)
El Teatro Apolo va ser una sala teatral de Madrid, avui desapareguda, situada al carrer d'Alcalá, actual número 45, sobre el solar de l'antic convent de Sant Ermenegild, desamortitzat el 1836 i enderrocat el 1870. Tenia un aforament de 2.500 persones. el banquer Gargollo en va finançar la construcció entre 1871 i 1873, amb plans dels arquitectes francesos P. Chanderlot i F. Festau.
El teatre va ser inaugurat el 23 de novembre de 1873 en una funció privada, i l'endemà en sessió pública. A la llarga va esdevenir la catedral del género chico amb estrenes com: La verbena de la Paloma (1894), La Revoltosa (1898), Doña Francisquita (1923). Adquirit pel Banco de Vizcaya, tancà les portes el 30 de juny de 1929. La banca el va enderrocar per construir-hi la seva seu.